# Schmalegger Tobel
Als Schmalegger Tobel wird eine Tobellandschaft im oberschwäbischen Landkreis Ravensburg bezeichnet, die unmittelbar an den Ravensburger Ortsteil Schmalegg angrenzt. Die Fließgewässer des Systems münden bei Weingarten als Ettishofer Ach in den Bodenseezufluss Schussen.

## Entstehung
Die Tobel entstanden vor rund 12.000 Jahren nach dem Ende der Würmeiszeit. Als zentrale Gleitschiene des Rheingletschers hatte sich das Schussenbecken mit einem rund 200 m hohen Rand aus Moränenschutt herausgebildet. Die Schussenzuflüsse sägten sich in den weichen Gesteinsuntergrund ein und sorgten so für die Tobelbildung, die in Form einer rückschreitenden Erosion bis heute andauert.

## Landschaft
In dem durch starke Zertalung geprägten Gelände befindet sich eine zum Teil geschützte Landschaft mit Schluchtwäldern und mehreren Bächen. Sehenswürdigkeiten sind vor allem der Wasserfall des Buttenmühlebaches mit einer Höhe von rund sechs Metern, die Königstanne, sowie die Reste der Wallanlagen der ehemaligen Ringgenburg.
Im Einzelnen setzt sich die Tobellandschaft aus den folgenden Tobeln zusammen:
- Schmalegger Tobel
- Ringgenburger Tobel
- Glastobel
- Feuertobel
- Hirschtobel
- Gehrentobel
- Rötenbacher Tobel
- Steigtobel
- Engeletobel, auch Engeleloch genannt
- Sturmtobel

## Schutzgebiete
Es wurden folgende Schutzgebiete ausgewiesen:
- Bereits seit dem 21. November 1966 besteht unter dem Namen Schmalegger und Rinkenburger Tobel (Schutzgebietsnummer 4.36.009) mit einer Größe von ursprünglich 1382 ha ein Landschaftsschutzgebiet.[1]
- Durch Verordnung des Regierungspräsidiums Tübingen vom 7. Januar 1997 wurde unter demselben Namen ein Naturschutzgebiet (Schutzgebietsnummer 4.279) mit einer Größe von 232,2 ha[2] gebildet[3] und das LSG entsprechend verkleinert. Das jetzt noch 1152,2 ha[4] große Landschaftsschutzgebiet dient dem Schutz und der Ergänzung des Naturschutzgebiets.
- Ein Teil des Gebiets von 123,6 ha[5] ist unter dem Namen Schmalegger Tobel (Schutzgebietsnummer 100033) als Bannwald ausgewiesen.[6]

Das Gebiet ist außerdem Teil des FFH-Gebiets Schussenbecken mit Tobelwäldern südlich Blitzenreute.

## Bilder

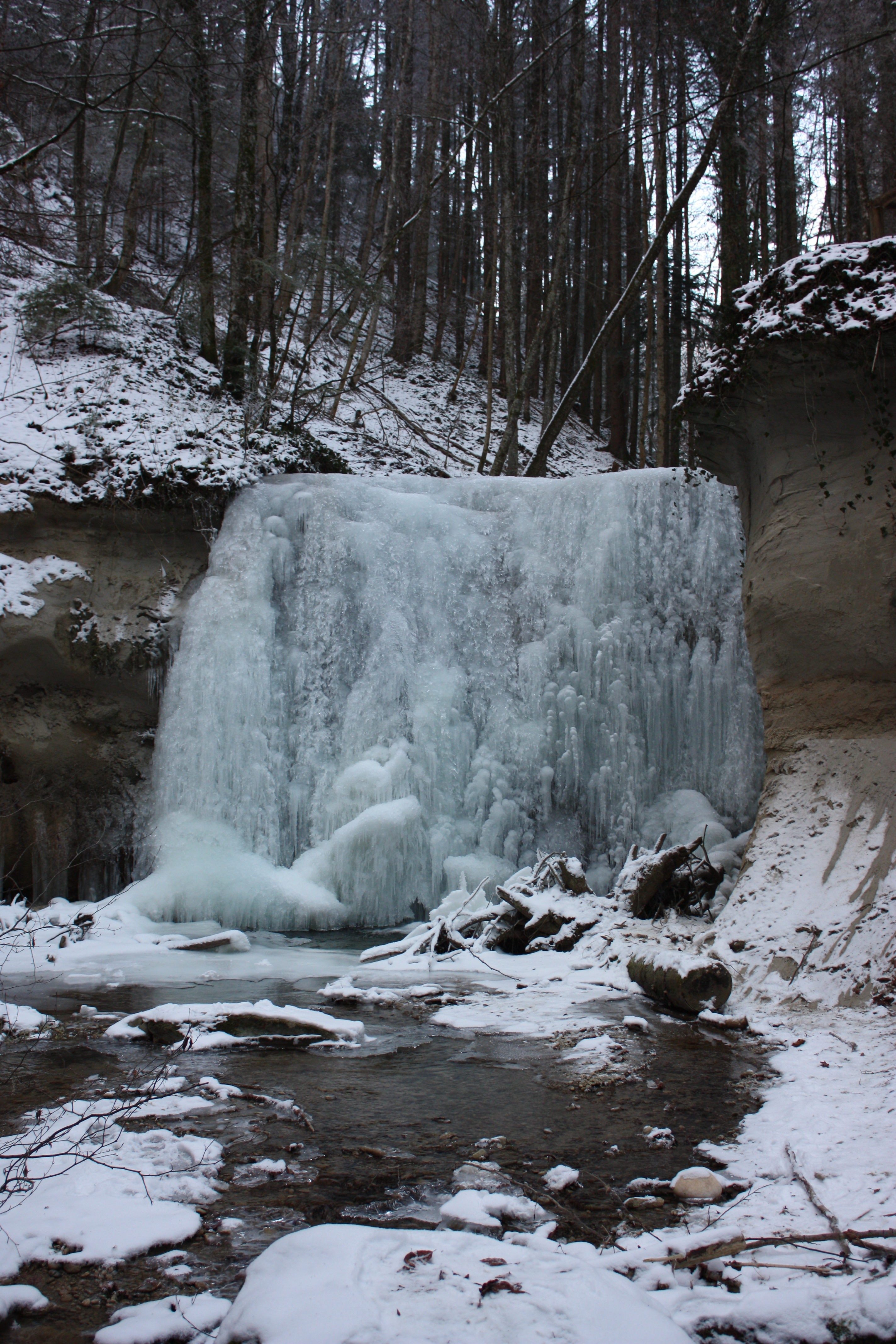
Der gefrorene Wasserfall im Winter
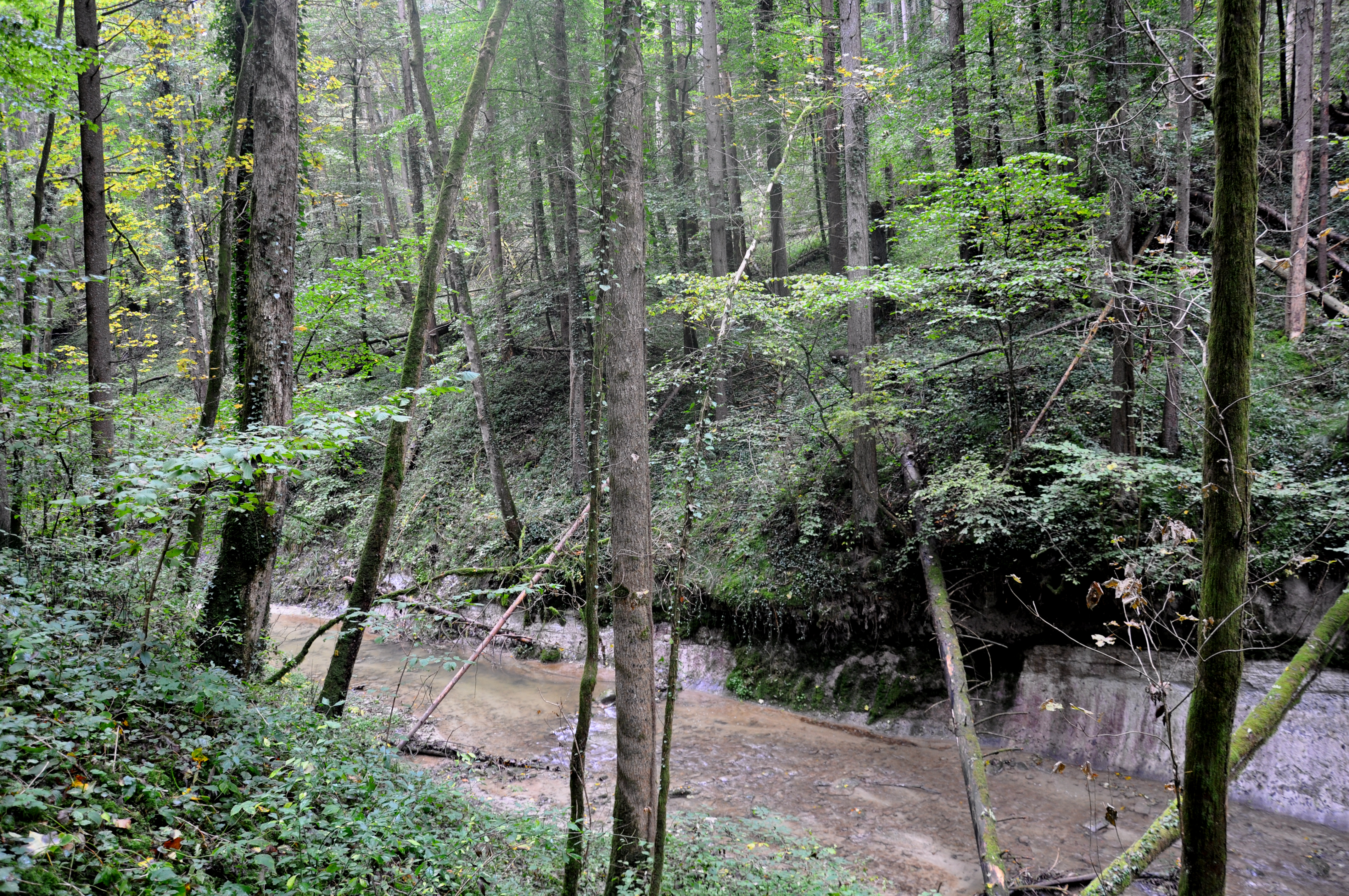
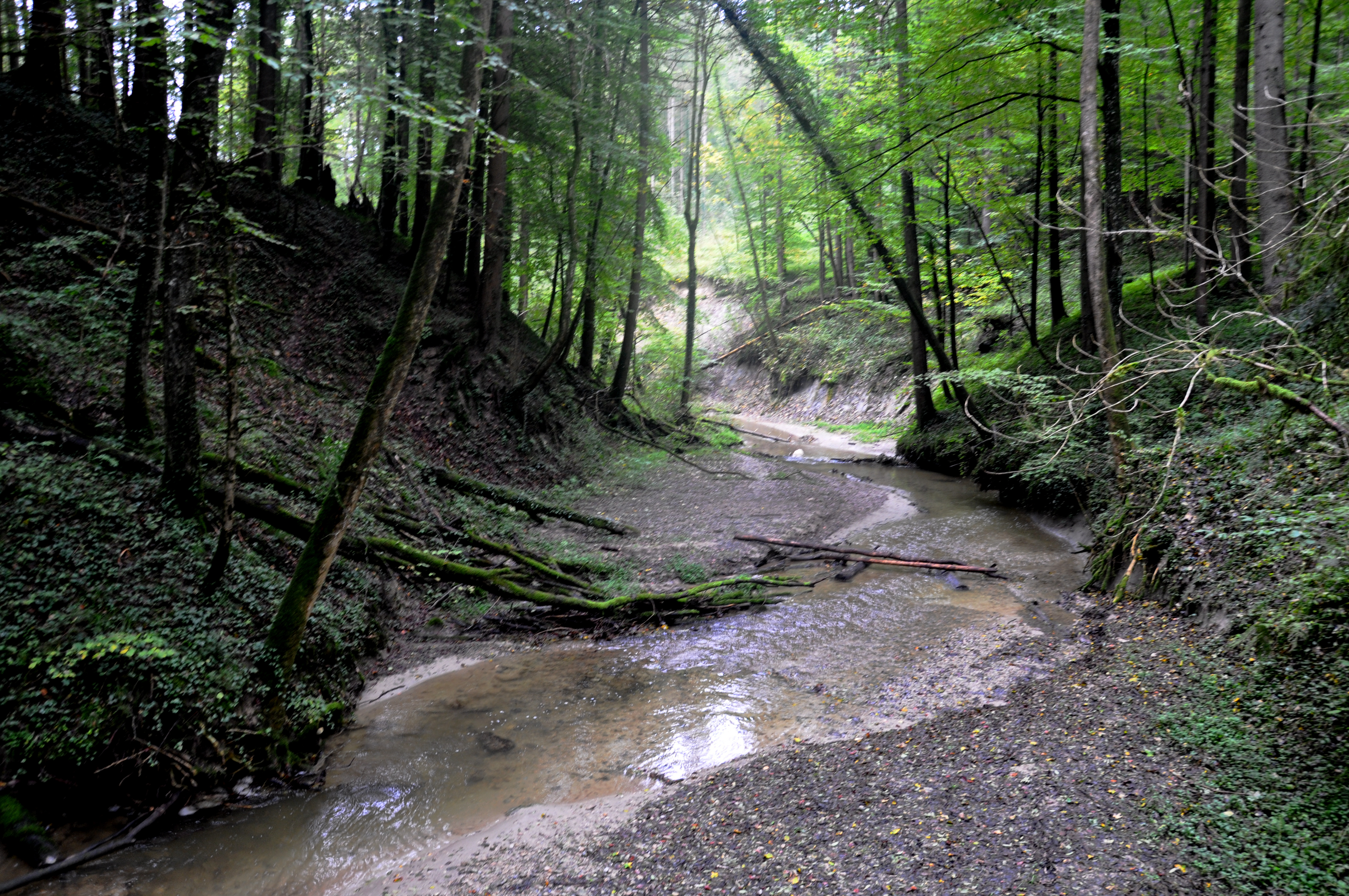
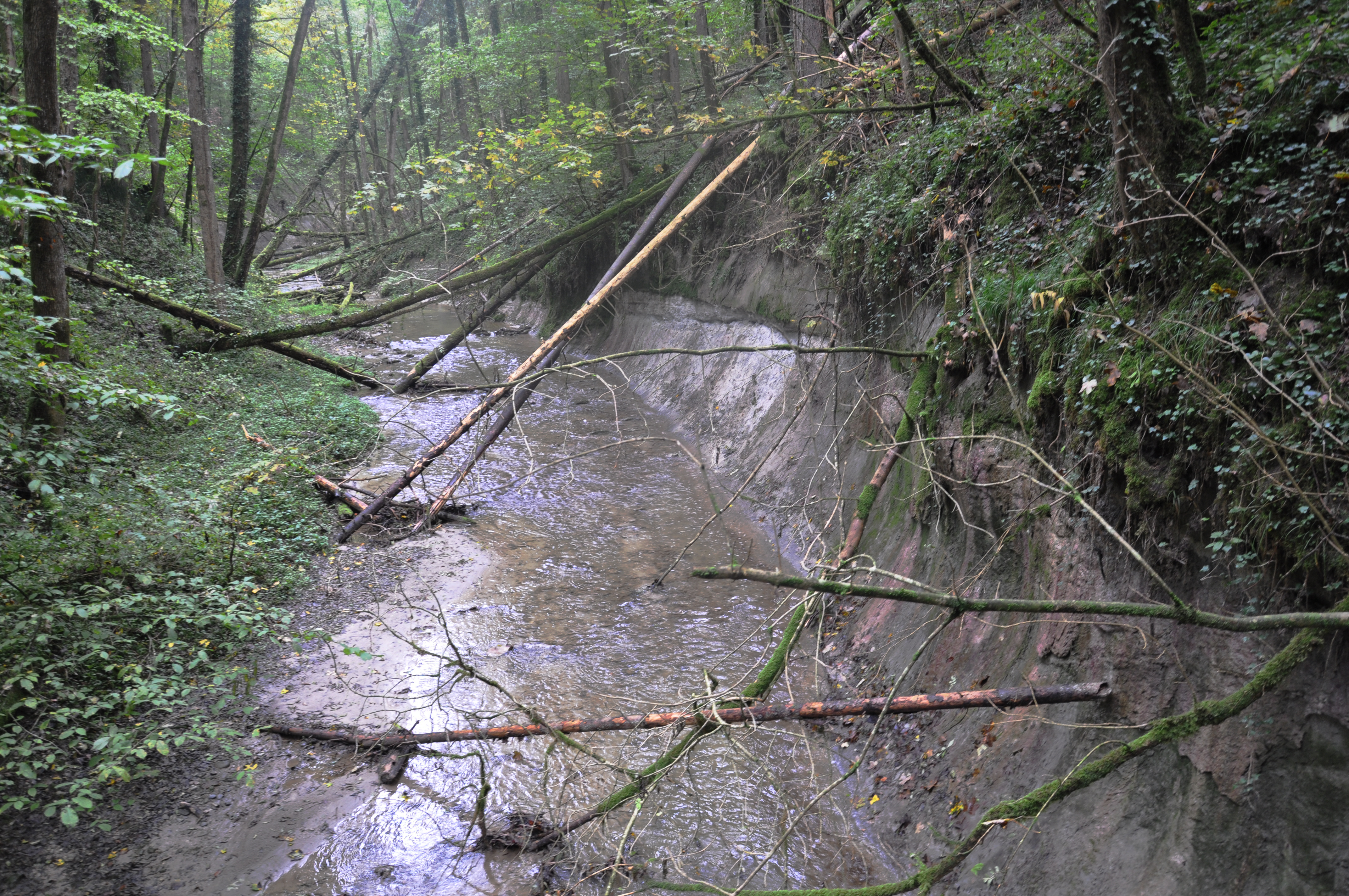
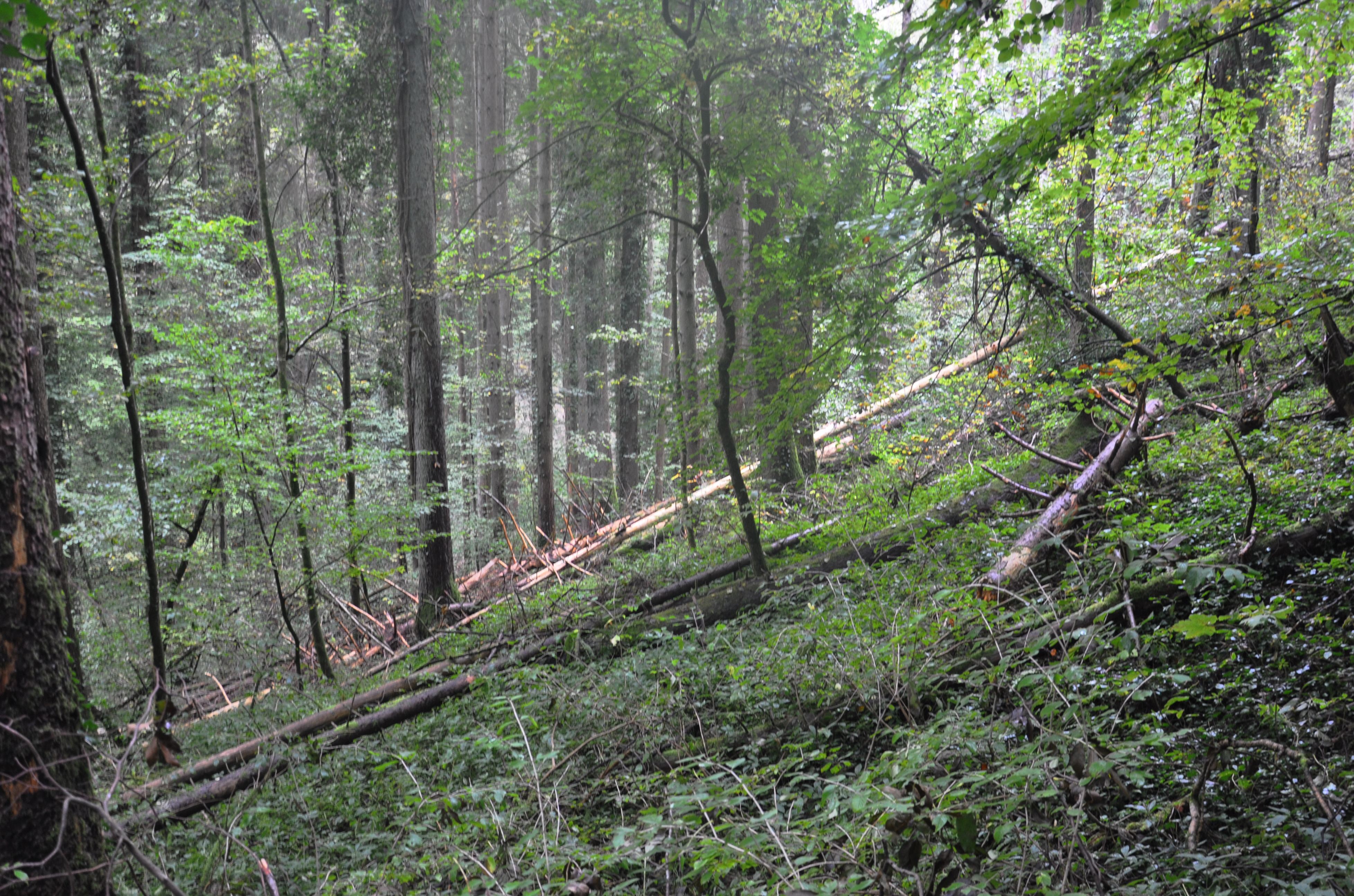
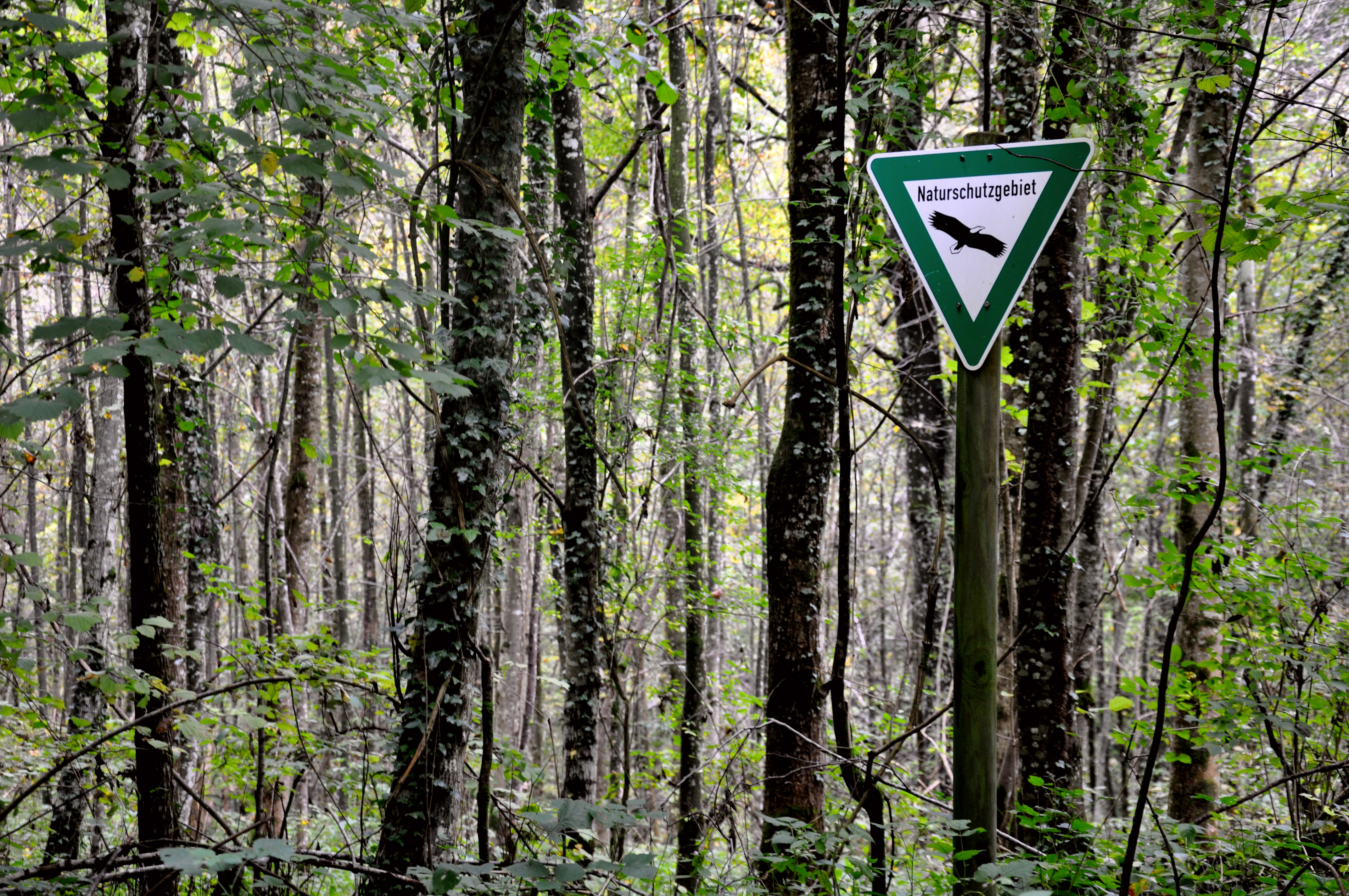
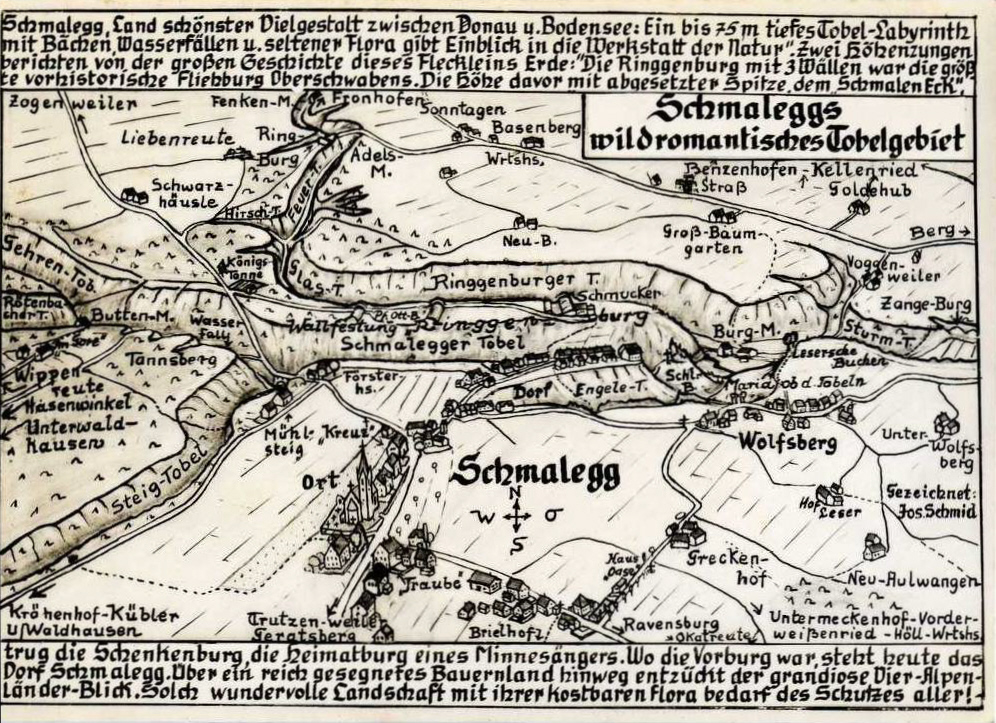